# Pat Garrett
Patrick "Pat" Floyd Garrett (5 de junio de 1850 – 29 de febrero de 1908) fue un agente de la ley estadounidense, empresario, ranchero, camarero y aventurero del Salvaje Oeste, conocido sobre todo por haber matado a Billy the Kid. Fue también el sheriff del Condado de Lincoln, Nuevo México. 

## Primeros años

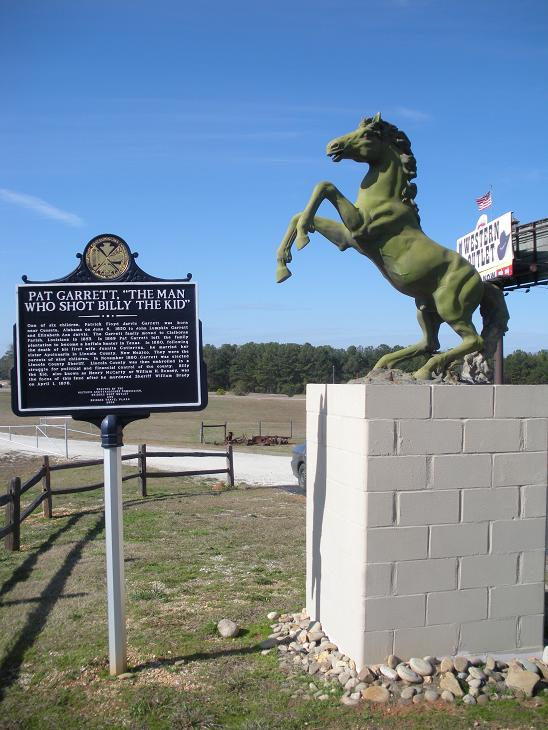
Lugar de nacimiento de Pat Garrett en Cusseta, Alabama.

Patrick Floyd Garrett nació en Cusseta (Alabama). Creció en una próspera plantación de Luisiana cerca de la frontera con Arkansas. Dejó su casa en 1869 y encontró trabajo como cowboy en el condado de Dallas, Texas. En 1875 se dedicó a la caza del bisonte, y en 1878 disparó y mató a otro cazador tras una disputa por un bisonte. 
Garrett se fue a Nuevo México y se dedicó brevemente a trabajar como camarero antes de abrir su propio salón. Debido a su estatura fue apodado "Juan Largo" (en español) o "Long John". En 1879 contrajo matrimonio con Juanita Gutiérrez, que murió a los pocos meses, y en 1880 se casó con la hermana de esta, Apolinaria, con la que tuvo nueve hijos.
Se dice que fue ladrón de ganado, amigo de Billy the Kid y traicionero como Robert Ford a Jesse James. No obstante, se presume que Pat Garret dejó escapar a Billy en ese encuentro donde se supone que Billy murió, el 14 de julio de 1881, por lo que existe en Nuevo México una casa en forma de museo que alega que Billy the Kid vivió en dicho lugar, bajo el seudónimo de Bill "Brushy" Roberts.

## Guerra del Condado de Lincoln

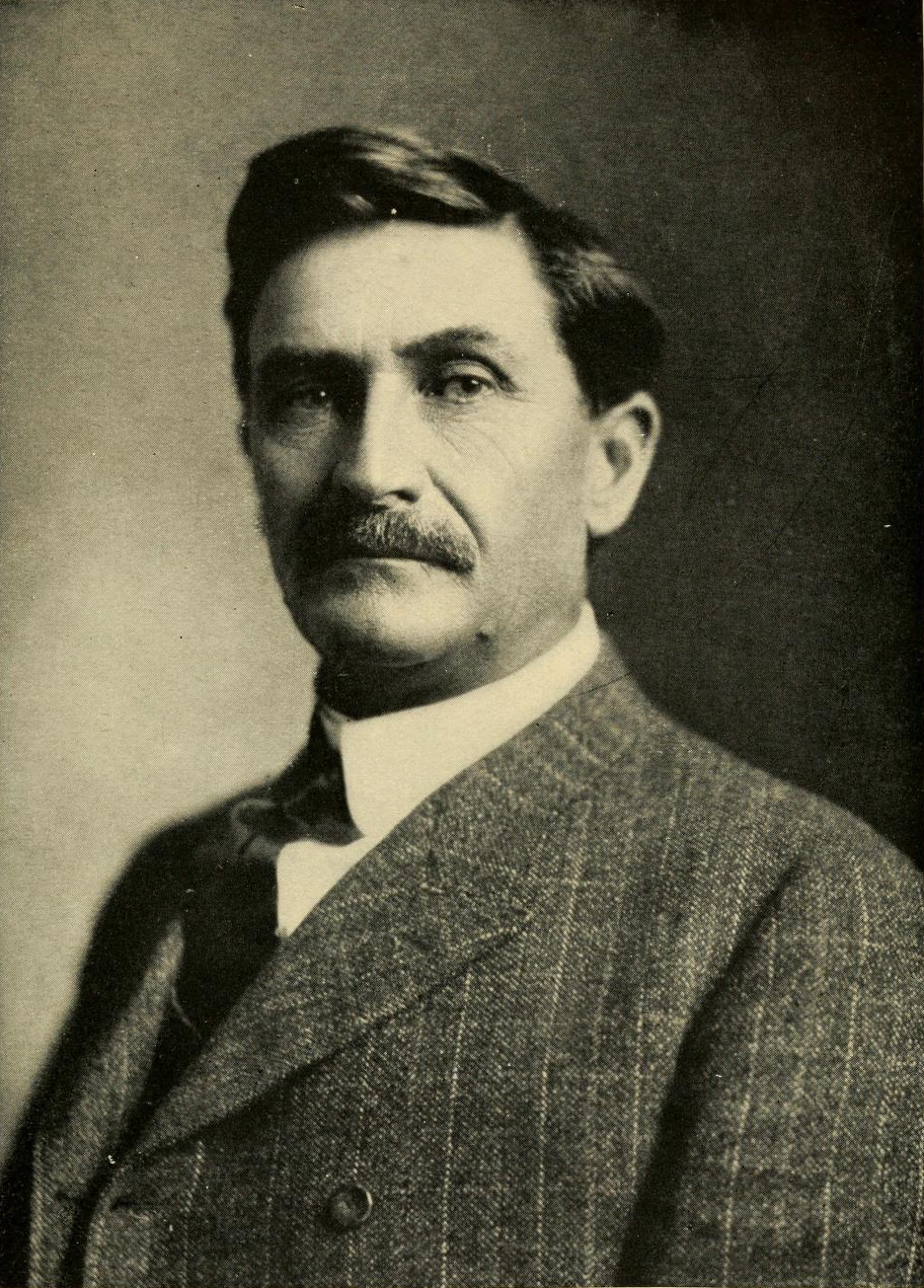
Retrato de Pat Garrett, The Story of the Outlaws.

En noviembre de 1880 el sheriff del Condado de Lincoln, Nuevo México, George Kimbell, dimitió y en su lugar fue elegido Garrett, que pese a ser Republicano se presentó por el Partido Demócrata prometiendo restaurar el orden. Garrett recibió el encargo de detener a un antiguo amigo suyo,  Henry McCarthy, más conocido como Billy the Kid, que se había fugado de la cárcel tras participar en lo que se llamó la Guerra del Condado de Lincoln, un enfrentamiento entre ganaderos, terratenientes y políticos por el control del territorio. McCarthy estaba acusado de participar en varias muertes, hasta veintiuna, tantas como años tenía, y el gobernador del territorio ofreció una recompensa de 500 dólares por su captura. 
En diciembre de 1880 Garrett, en persecución de McCarthy, mató a varios de sus compañeros y logró finalmente detenerlo y encerrarlo. En la cárcel de Mesilla, Nuevo México, mientras esperaba ser juzgado Billy the Kid consiguió escapar en abril de 1881 tras asesinar a sus guardianes. En julio de 1881 Garrett le localizó en Fort Sumner y sorprendiéndolo de noche en la casa donde se hospedaba lo mató. Se ha debatido mucho sobre las circunstancias de la muerte; Garrett alegó defensa propia dado que McCarthy estaba armado, pero no se encontró ningún arma sobre su cadáver.

## Últimos años
Su reputación como agente de la ley creció con la muerte de Billy the Kid, y publicó un libro con el deseo de contar «la historia verídica de su vida, aventuras y trágica muerte», aunque tras finalizar su mandato en 1882 perdió las elecciones para renovar el cargo. Fracasó también en las elecciones para sheriff del Condado de Grant, también en Nuevo México, y en 1884 perdió la elección para el Senado estatal de Nuevo México. Abandonó ese estado y se alistó como capitán de una compañía de Rangers de Texas. 
Volvió a Nuevo México en 1885, y en 1889 nuevamente fracasó en las elecciones para sheriff del Condado de Chaves. En 1896 fue contratado por el gobernador de Nuevo México para investigar la desaparición del Coronel Fountain, un fiscal especial, de la cual eran sospechosos algunos ayudantes de sheriff en combinación con algunos políticos. En agosto de 1896 fue designado sheriff del Condado de Doña Ana, y dos años después consiguió encausar a los culpables, aunque los cuerpos del Coronel y su hijo nunca fueron hallados.
En diciembre de 1901 Theodore Roosevelt, amigo personal de Garrett, le nombró responsable de aduanas en El Paso, Texas. No fue renovado al finalizar su mandato de cinco años ya que sus relaciones con tahúres pusieron en un compromiso al Presidente. Se retiró a su rancho de Nuevo México en medio de grandes dificultades financieras. Fue muerto por un disparo en una disputa en sus tierras, aunque se sospechó que alguien había encargado su asesinato. El lugar donde murió, en Las Cruces, es ahora un lugar histórico.